# Кубок Джона Росса Робертсона
Кубок Джона Росса Робертсона (англ. J. Ross Robertson Cup) — перехідний трофей, який щорічно вручають переможцю плей-оф хокейної ліги Онтаріо.
Кубок названий на честь Джона Росса Робертсона — президента Онтарійської хокейної асоціації (ОХА) з 1901 по 1905 роки.
З 1934 року трофей вигравали 23 різні команди. Найбільшу кількість перемог має «Ошава Дженералс» (12), включаючи 7 поспіль титулів у період з 1938 по 1944 роки. «Торонто Мальборос» 15 разів грав у фіналі, але лише 7 з них завершив переможно.
Два сезони 2019–20 та 2020–21 років було скасовано через пандемію COVID-19.

## Володарі
Жирним шрифтом позначені команди, які в тому ж сезоні виграли Меморіальний кубок.
- 2024-25 — Лондон Найтс
- 2023-24 — Лондон Найтс
- 2022-23 — Пітерборо Пітс
- 2021-22 — Гамільтон Бульдогс
- 2018-19 — Гвелф Сторм
- 2017-18 — Гамільтон Бульдогс
- 2016-17 — Ері Оттерс
- 2015-16 — Лондон Найтс
- 2014-15 — Ошава Дженералс
- 2013-14 — Гвелф Сторм
- 2012-13 — Лондон Найтс
- 2011-12 — Лондон Найтс
- 2010-11 — Оуен-Саунд Аттак
- 2009-10 — Віндзор Спітфаєрс
- 2008-09 — Віндзор Спітфаєрс
- 2007-08 — Кіченер Рейнджерс
- 2006-07 — Плімут Вейлерс
- 2005-06 — Пітерборо Пітс
- 2004-05 — Лондон Найтс
- 2003-04 — Гвелф Сторм
- 2002-03 — Кіченер Рейнджерс
- 2001-02 — Ері Отерс
- 2000-01 — Оттава 67-і
- 1999-00 — Беррі Колтс
- 1998-99 — Бельвіль Буллс
- 1997-98 — Гвелф Сторм
- 1996-97 — Ошава Дженералс
- 1995-96 — Пітерборо Пітс
- 1994-95 — Детройт Джуніор Ред-вінгс
- 1993-94 — Норт-Бей Сентенніелс
- 1992-93 — Пітерборо Пітс
- 1991-92 — Су Сейнт Мері Грейхаундс
- 1990-91 — Су Сейнт Мері Грейхаундс
- 1989-90 — Ошава Дженералс
- 1988-89 — Пітерборо Пітс
- 1987-88 — Віндзор Комп'ювейр Спітфаєрс
- 1986-87 — Ошава Дженералс
- 1985-86 — Гвелф Плейтерс
- 1984-85 — Су Сейнт Мері Грейхаундс
- 1983-84 — Оттава 67-і
- 1982-83 — Ошава Дженералс
- 1981-82 — Кіченер Рейнджерс
- 1980-81 — Кіченер Рейнджерс
- 1979-80 — Пітерборо Пітс
- 1978-79 — Пітерборо Пітс
- 1977-78 — Пітерборо Пітс
- 1976-77 — Оттава 67-і
- 1975-76 — Гамільтон Фінкапс
- 1974-75 — Торонто Мальборос
- 1973-74 — Сент-Кетерінс Блекгокс
- 1972-73 — Торонто Мальборос
- 1971-72 — Пітерборо Пітс
- 1970-71 — Сент-Кетерінс Блекгокс
- 1969-70 — Монреаль Джуніорс Канадієнс
- 1968-69 — Монреаль Джуніорс Канадієнс
- 1967-68 — Ніагара-Фоллс Флаєрс
- 1966-67 — Торонто Мальборос
- 1965-66 — Ошава Дженералс
- 1964-65 — Ніагара-Фоллс Флаєрс
- 1963-64 — Торонто Мальборос
- 1962-63 — Ніагара-Фоллс Флаєрс
- 1961-62 — Гамільтон Ред-вінгс
- 1960-61 — Торонто Сент-Майклс Меджорс
- 1959-60 — Сент-Кетерінс Тіпіс
- 1958-59 — Пітерборо ТіПіТіс
- 1957-58 — Торонто Мальборос
- 1956-57 — Гвелф Балтімор Мед-геттерс
- 1955-56 — Торонто Мальборос
- 1954-55 — Торонто Мальборос
- 1953-54 — Сент-Кетерінс Тіпіс
- 1952-53 — Беррі Флаєрс
- 1951-52 — Гвелф Балтімор Мед-геттерс
- 1950-51 — Беррі Флаєрс
- 1949-50 — Гвелф Балтімор Мед-геттерс
- 1948-49 — Беррі Флаєрс
- 1947-48 — Беррі Флаєрс
- 1946-47 — Торонто Сент-Майклс Меджорс
- 1945-46 — Торонто Сент-Майклс Меджорс
- 1944-45 — Торонто Сент-Майклс Меджорс
- 1943-44 — Ошава Дженералс
- 1942-43 — Ошава Дженералс
- 1941-42 — Ошава Дженералс
- 1940-41 — Ошава Дженералс
- 1939-40 — Ошава Дженералс
- 1938-39 — Ошава Дженералс
- 1937-38 — Ошава Дженералс
- 1936-37 — Торонто Сент-Майклс Меджорс
- 1935-36 — Вест Торонто Нейшеналс
- 1934-35 — Кіченер Гріншортс
- 1933-34 — Сент-Майклс Коледж